# Chrysiptera pricei
Chrysiptera pricei är en fiskart som beskrevs av Allen och Adrim 1992. Chrysiptera pricei ingår i släktet Chrysiptera och familjen Pomacentridae. Inga underarter finns listade i Catalogue of Life.